# 渡辺孝友
渡辺 孝友（わたなべ たかとも、1916年5月22日 - 1986年12月17日）は、日本の銀行家、経営者。島根県大田市出身。

## 経歴
1939年に東京帝国大学法学部法律学科を卒業し、同年4月に日本銀行に入行。長崎支店長、総務部長を経て、1966年6月に営業局長に就任し、1968年1月から1975年2月までに理事を務めた。1975年4月に日本開発銀行副総裁に就任し、1979年4月には総裁に昇格した。
1986年12月17日脳内出血のために死去。70歳没。